# ヘカテー
ヘカテー（古代ギリシャ語: Ἑκάτη, Hekátē）は、ギリシア神話の女神である。ヘカテイアとも呼ばれる。日本では長音を省略してヘカテとも表記される。
「ヘカテー」は、古代ギリシア語で太陽神アポローンの別名であるヘカトス（Ἑκατός, Hekatós「遠くにまで力の及ぶ者」、または「遠くへ矢を射る者」。陽光の比喩）の女性形であるとも、古代ギリシア語で「意思」を意味するとも（ヘーシオドスの用法より）言われている。
「死者達の王女」、「無敵の女王」等の別名で呼ばれた。「ソーテイラー（救世主）」の称号でも呼ばれる。また、江戸時代日本の文献では「ヘカッテ」と表記された。
古代ローマにおいてはトリウィア（Trivia、「十字路の」の意）という形容語を付けて呼ばれた。
トリカブトや犬、狼、牝馬、蛇（不死の象徴）、松明（月光の象徴）、ナイフ（助産術の象徴）、窪みのある自然石等がヘカテーの象徴とされる。

## 古代ギリシア以前
元はアナトリア半島のカーリアや、トラーキアで信仰された女神で、それらを通じてギリシアに入ってきたと考えられている。

## 古代ギリシア

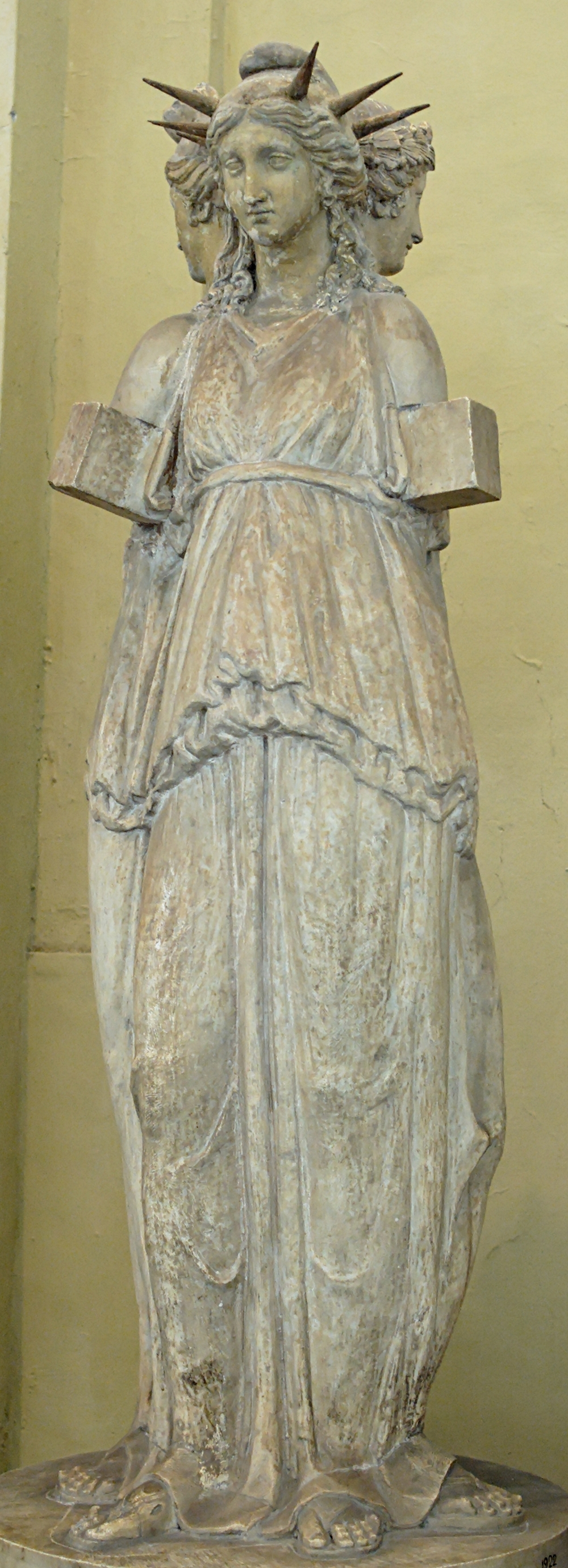
3面3体の姿をしたヘカテーの像（キアラモンティ美術館所蔵）

ペルセースとアステリアーの娘で（そのため、「ペルセースの娘」を意味する「ペルセーイス」とも呼ばれる）ティーターン神族の血族に属する（他にもコイオスとポイベー、ゼウスやデーメーテールの娘という説もある）。狩りと月の女神アルテミスの従姉妹。月と魔術、豊穣、浄めと贖罪、出産を司るとされる。冥府神の一柱であり、その地位はハーデース、ペルセポネーに次ぐと言われる。
ヘーシオドスの『神統記』では、ゼウスによって海洋、地上、天界で自由に活動できる権能を与えられているとされ、人間にあらゆる分野での成功を与え、神々に祈る際には先にヘカテーに祈りを捧げておけば御利益が増すとまで書かれており、絶賛されている。これはヘーシオドスの故郷であるボイオーティアにおいて、ヘカテーの信仰が盛んであったためと考えられている。そして、ヘカテーはホメーロスの著作には一切登場しない。
ハーデースによるペルセポネー誘拐の話に登場し、ペルセポネーが攫われる際の悲鳴を聞いたヘカテーは、娘を探すデーメーテールを事情を知っているヘーリオスの元へ案内した（ここでは太陽神ヘーリオスと対になっており、ヘカテーの月の女神としての性格が強調されているとも言える）。また、ヘーラクレース誕生の際にトカゲ（またはイタチ）に変えられてしまったガランティスを憐れみ、自分の召使の聖獣としている。さらにギガントマキアーにも参加しており、ギガースの1人クリュティオスを松明で倒している。アルゴナウタイ（アルゴナウテースたち）の物語では、コルキス（現在のジョージア西部）の王女メーデイアにあつく信奉されており、メーデイアとイアーソーンはヘカテーを呼び出してその助力により魔術を行っている。『変身物語』ではキルケーがピークスの従者達を動物に変えた際に、ヘカテーに祈願して魔術を行っている。ヘーシオドスの『名婦列伝』では、イーピゲネイアが生贄として殺されようとした際にアルテミスに救い出されて神となり、ヘカテーと同一になったとされている。
後代には、3つの体を持ち、松明を持って地獄の犬を連れており、夜の十字路や三叉路に現れると考えられるようになった。十字路や三叉路のような交差点は神々や精霊が訪れる特殊な場所だと考えられ、古代人は交差点で集会を開き神々を傍聴人とした。また、この3つの体を持つ姿はヘカテーの力が天上、地上、地下の三世界に及ぶことや、新月、半月、満月（または上弦、満月、下弦）という月の三相、または処女、婦人、老婆という女性の三相や、過去、現在、未来という時の三相を表している。カール・ケレーニイはヘカテーの三形態は、母神デーメーテール、少女神コレー・ペルセポネー、冥界の月神ヘカテーを意味し、少女神を囲む二柱の母神を表すものであると述べている。古典後期になると亡霊の女王としてあらゆる魔物を操る、恐ろしい姿の女神と考えられた。
黒い仔犬や黒い雌の仔羊が犠牲として捧げられ、魔除けのために戸口や四つ辻にヘルマイの様にヘカテーの柱像ヘカタイアが建てられた。アッティケー地方の三つ辻には、3面3体をもつ神像が立てられ、毎月末に卵、犬の肉、魚などからなる「ヘカテーの御馳走」が供えられ、貧民の食とする習慣があった。さらにヘルメースと同じく道祖神のように道に祀られたヘカテーの像は、旅人によって旅の安全を祈願された。出産を司る女神でもあるため、陣痛の痛みを和らげるために祈られることもあった。また、テッサリアではヘカテーを崇拝する女魔術師たちが変身用の軟膏を作り、ハエや鳥に変身して空を飛んだといわれる。
眷属として、女神エリーニュスたち、ランパスたちやエンプーサ、モルモーといった魔物を従えている。
夜と月と婦人たちの女神としてアルテミスやセレーネーと同一視、混同された。ペルセポネーと同一視される場合もある。

## ヘレニズム・ローマ期

### 魔術パピルス文書

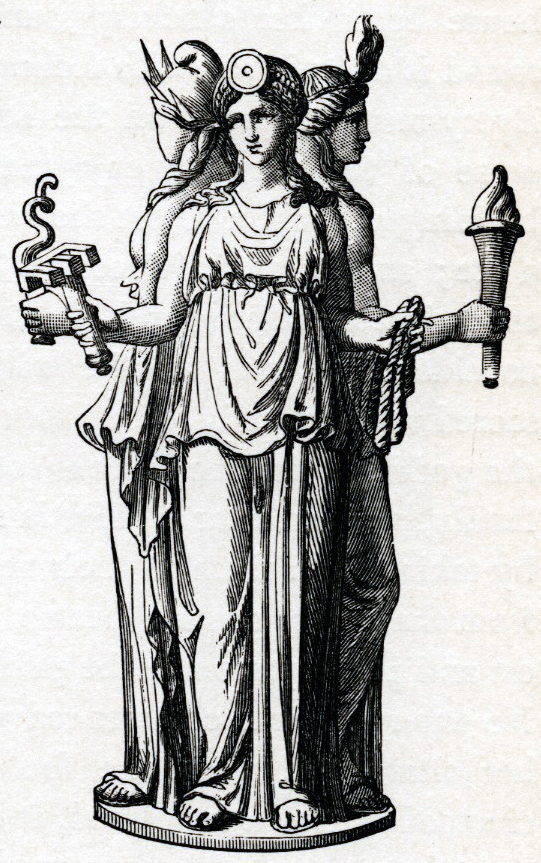
ヘカテー・トリモルポス

ヘカテーはヘレニズム末期エジプトの『ギリシア語魔術パピルス』（以下PGM）に頻出する神格の一人である。ミシェル・タルデューによれば、魔術パピルス文書のそこかしこに現れるヘカテーの背景には、女神に付随する象徴的意味の広がりや、他の神々と結びつけたり同一視するシンクレティズムの体系がある。そこではヘカテーは月の女神アルテミスやセレーネー、陰府の女神であるペルセポネーやバビロニアのエレシュキガルと同一視されている。PGMの英訳を編纂したハンス・ディーター・ベッツはこれに関して、PGMの表出するヘレニズム的シンクレティズムはそれまでのエジプトやギリシアの伝統宗教よりも冥府神を重視する傾向が顕著であると指摘している。
PGMにおいても、古典期ギリシアの伝承と同様に「三形態のヘカテー」（ヘカテー・トリモルポス）は道の交わるところの女神（ヘカテー・トリオディティス＝三叉路のヘカテー）であり、道路の守護神であった。古代の城市外の三岐路は魔術に適した場所と考えられており、そこは冥界の女神ヘカテーやコレーが夜に出そうなところであった。

### 神働術
神働術書『カルダイアーの神託』において、ヘカテーは世界霊魂であり、父と知性を媒介する「力」（デュナミス）としての女性原理である。
後4世紀のローマ皇帝ユーリアーヌスは、『カルダイアーの神託』を重視するイアンブリコス派新プラトーン主義の影響を受け、ヘカテーに捧げた『神々の母への賛歌』を著した。ユーリアーヌスは「神々の母」としてのヘカテー、即ち冥界と地上を結ぶ女神を、ローマ帝国の各地で信仰されていたさまざまな月の女神や地母神と同一視した。
後5世紀アテーナイの新プラトーン主義者プロクーロスは、ヘカテーの光り輝く姿を幻視したことがある、と伝えられる（マリーノス著『プロクーロス、あるいは幸福について』通称『プロクーロス伝』）。
タルデューの論述によれば、『カルダイアーの神託』の注釈を書いたと伝えられる新プラトーン主義者たちの受け継いだヘカテー観は、魔術パピルス文書のあらわすシンクレティズムから汲み上げられた養分によって肉付けされているという。

### グノーシス文書
後期グノーシス主義の一文書として知られるアスキュー写本、通称『ピスティス・ソピアー』にもヘカテーの名が登場する。それによると、ヘカテーはヘイマルメネー（星辰による運命）を定める黄道十二宮の天球の下にある中間界を支配する360人の頭領たちを統率すべくイェウーによって任命された5人のアルコーンの一人である。同書の悪霊論においてアルコーンの（2番目の）五つ組の第3位を占めるヘカテーは、3つの顔を有し、その配下には27人の悪霊がいる。

## 中世以降

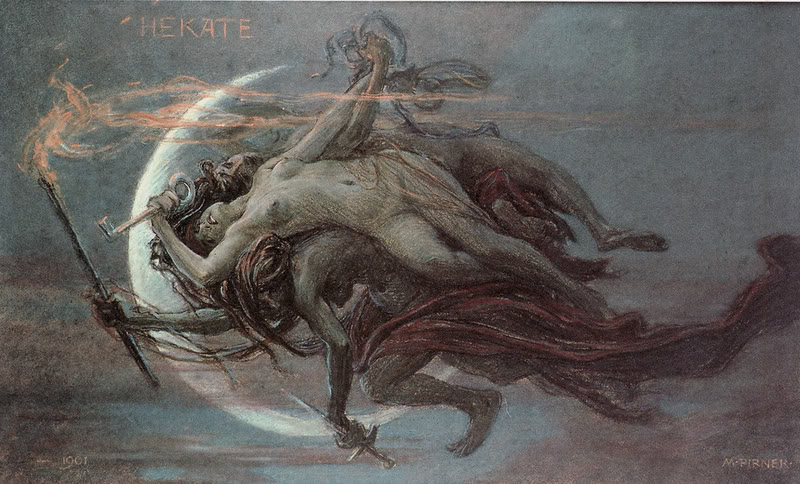
マクミリアン・ピルナーの1901年の絵画『ヘカテー』。個人蔵。

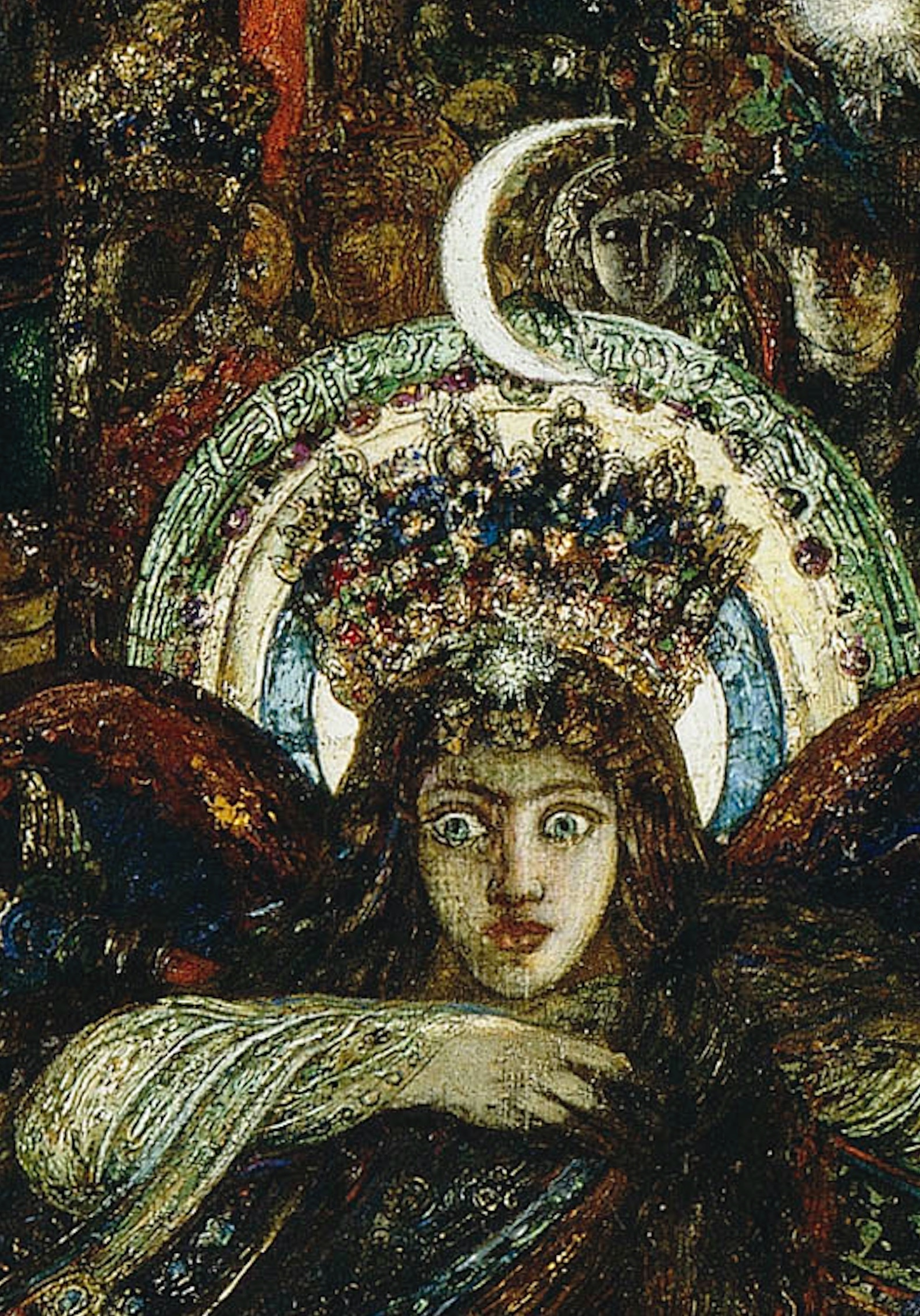
ギュスターヴ・モローの1894年 - 1895年頃の絵画『ユピテルとセメレ』に描かれたヘカテー（左下の細部）。ギュスターヴ・モロー美術館所蔵。

中世においては魔術の女神として魔女と関連付けられた。
また、シェイクスピアによって書かれた戯曲『マクベス』に登場するヘカテーは、マクベスに予言を行った3人の魔女たちの支配者として描かれている。
ゲーテによる『ファウスト』の中では、ディアーナ、ルーナ、ヘカテーという三つの名と姿を持つ女神として言及されている。
そして、現在ではウイッカの実践者たちの間で信仰されている。

## 日本への紹介
江戸時代の地理学者山村才助が著した『西洋雑記』では、「ヘカッテ（ヘカテー）」についての言及がある。